# I quatro rusteghi
I quatro rusteghi è un'opera lirica di Ermanno Wolf-Ferrari. Il libretto di Giuseppe Pizzolato, denominato "commedia musicale in tre atti", è tratto dalla commedia I rusteghi (1760) di Carlo Goldoni.
Subito dopo il grande successo de Le donne curiose, Wolf-Ferrari decise di mettere in musica un'altra commedia di Goldoni, usando un libretto che Giuseppe Pizzolato aveva tratto da un precedente adattamento di Luigi Sugana (che aveva scritto il libretto de Le donne curiose). 
L'opera non debuttò in Italia, ma al Nationaltheater (Monaco di Baviera) il 19 marzo 1906, poiché Wolf-Ferrari, dopo il fiasco della sua prima opera La Cenerentola a Venezia nel 1900, aveva deciso di rappresentare le sue opere prima in Germania. 
Il libretto venne tradotto in tedesco da Hermann Teibler con il titolo Die vier Grobiane. La prima fu affidata alla bacchetta del direttore d'orchestra austriaco Felix Mottl, famoso per le sue interpretazioni wagneriane con Margarete Matzenauer. 
L'opera ottenne un enorme successo. 
La prima italiana avvenne al Teatro Lirico di Milano il 2 giugno 1914 diretta da Ettore Panizza con Antonio Pini-Corsi e dopo una settimana la compagnia si trasferì alla Fenice di Venezia. L'opera riscosse anche in Italia un grande successo e fu ripresa in tutti i teatri, grandi e piccoli, della penisola e venne rappresentata spesso anche all'estero. I quatro rusteghi viene ammirata per la sua spontaneità e vivacità drammatica. Negli ultimi tempi, però, l'opera appare più raramente nei cartelloni.

## La trama
Sebbene nel libretto l'azione sia datata al 1800, essa va retrodatata all'incirca al 1750, verso la fine del carnevale.

## Organico orchestrale
La partitura di Wolf-Ferrari prevede l'utilizzo di:
- 2 flauti (II anche ottavino), 2 oboi (II anche corno inglese), 2 clarinetti, 2 fagotti
- 4 corni, 3 trombe, 3 tromboni, basso tuba
- timpani, grancassa e piatti, tamburo basco, triangolo, tam-tam,
- arpa
- archi

## Brani celebri
- Intermezzo del secondo atto

## Incisioni discografiche
- 1953 - Alfredo Simonetto (direttore) - Orchestra della RAI di Milano - Fernando Corena (Lunardo), Agnese Dubbini (Margarita), Gianna Perea Labia (Lucieta), Pasquale Lombardo (Maurizio), Mario Carlin (Filipeto), Alda Noni (Marina), Carlo Ulivi (Simon), Cristiano Dalamangas (Cancian), Ester Orel (Felice), Manfredi Ponz de Leon (Conte Riccardo) - Fonit Cetra[2]
- 1954 - Antonino Votto - Orchestra del Teatro alla Scala di Milano - Nicola Rossi-Lemeni, Cloe Elmo, Rosanna Carteri, Silvio Maionica, Cesare Valletti, Ilva Ligabue, Marco Stefanoni, Melchiorre Luise, Silvana Zanolli - Fonit Cetra
- 1967 - Bruno Bogo (direttore) - Orchestra del Teatro la Fenice di Venezia - Giorgio Tadeo (Lunardo), Rena Garazioti (Margarita), Adriana Martino (Lucieta), Alfredo Mariotti (Maurizio), Ugo Benelli (Filipeto), Edda Vincenzi (Marina), Alessandro Maddalena (Simon), Paolo Pedani (Cancian), Silvana Zanolli (Felice), Mario Guggia (Conte Riccardo) - Mondo Musica (registrazione dal vivo)[3]
- 1969 - Ettore Gracis (direttore) - Orchestra e Coro del Teatro Comunale di Torino - Nicola Rossi-Lemeni (Lunardo), Fedora Barbieri (Margarita), Mariella Adani (Lucieta), Alfredo Mariotti (Maurizio), Agostino Lazzari (Filipeto), Edda Vicenzi (Marina), Alessandro Maddalena (Simon), Renato Cesari (Cancian), Magda Olivero (Felice), Mario Carlin (Conte Riccardo)  - Gala (registrazione dal vivo)[4]
- 1994 - Daniele Callegari (direttore) - Orchestra dei Pomeriggi Musicali di Milano - Antonio Abete (Lunardo), Alessandra Palomba (Margarita), Donatella Lombardi (Lucieta), Mattia Nicolini (Maurizio), Gianluca Sorrentino (Filipeto), Graziella Merrino (Marina), Matteo Peirone (Simon), Davide Baronchelli (Cancian), Marina Fratarcangeli (Felice), Antonio Lemmo (Conte Riccardo)  - Arkadia (registrazione dal vivo)[5]
- 2012 - Vasily Petrenko (direttore) - Royal Liverpool Philharmonic Orchestra - Mihnea Lamatic (Lunardo), Silvia Beltrami (Margarita), Romina Casucci (Lucieta), Aleksandar Stefanoski (Maurizio), Tansel Akzeybek (Filipeto), Daniela Degennaro (Marina), Mirko Quarello (Simon(e)), Roman Ialcic (Cancian), Ana James (Felice), Giulio Pelligra (Conte Riccardo) Agnieszka Hauzer (Una serva) - Rubicon Classics (registrazione dal vivo)[6]
- 2014 - Ulf Schirmer (direttore) - Orchestra della Radio di Monaco - Jürgen Linn (Lunardo), Zoryana Kushpler (Margarita), Christina Landshamer (Lucieta), Victor von Halem (Maurizio), Markus Francke (Filipeto), Susanne Bernhard (Marina), Peter Schöne (Simon), Friedemann Röhlig (Cancian), Christine Buffle (Felice), Uwe Eikötter (Conte Riccardo)  - CPO (registrazione dal vivo)[7]